# Dayton (Washington)
Dayton és una població dels Estats Units i seu del comtat de Columbia a l'estat de Washington. Segons el cens del 2006 tenia 2.676 habitants.

## Demografia
Segons el cens del 2000, Dayton tenia 2.655 habitants, 1.081 habitatges, i 695 famílies. La densitat de població era de 697,3 habitants per km².
Dels 1.081 habitatges en un 30,6% hi vivien nens de menys de 18 anys, en un 51,4% hi vivien parelles casades, en un 9,5% dones solteres, i en un 35,7% no eren unitats familiars. En el 31,9% dels habitatges hi vivien persones soles el 15,4% de les quals corresponia a persones de 65 anys o més que vivien soles. El nombre mitjà de persones vivint en cada habitatge era de 2,39 i el nombre mitjà de persones que vivien en cada família era de 3,02.
Per edats la població es repartia de la següent manera: un 25,8% tenia menys de 18 anys, un 7,8% entre 18 i 24, un 23,1% entre 25 i 44, un 24,5% de 45 a 60 i un 18,9% 65 anys o més.
L'edat mediana era de 40 anys. Per cada 100 dones de 18 o més anys hi havia 90,1 homes.
La renda mediana per habitatge era de 31.409 $ i la renda mediana per família de 40.714 $. Els homes tenien una renda mediana de 31.395 $ mentre que les dones 21.339 $. La renda per capita de la població era de 15.925 $. Aproximadament el 10,3% de les famílies i el 13,3% de la població estaven per davall del llindar de pobresa.

## Poblacions més properes
El següent diagrama mostra les poblacions més properes.